# Galette

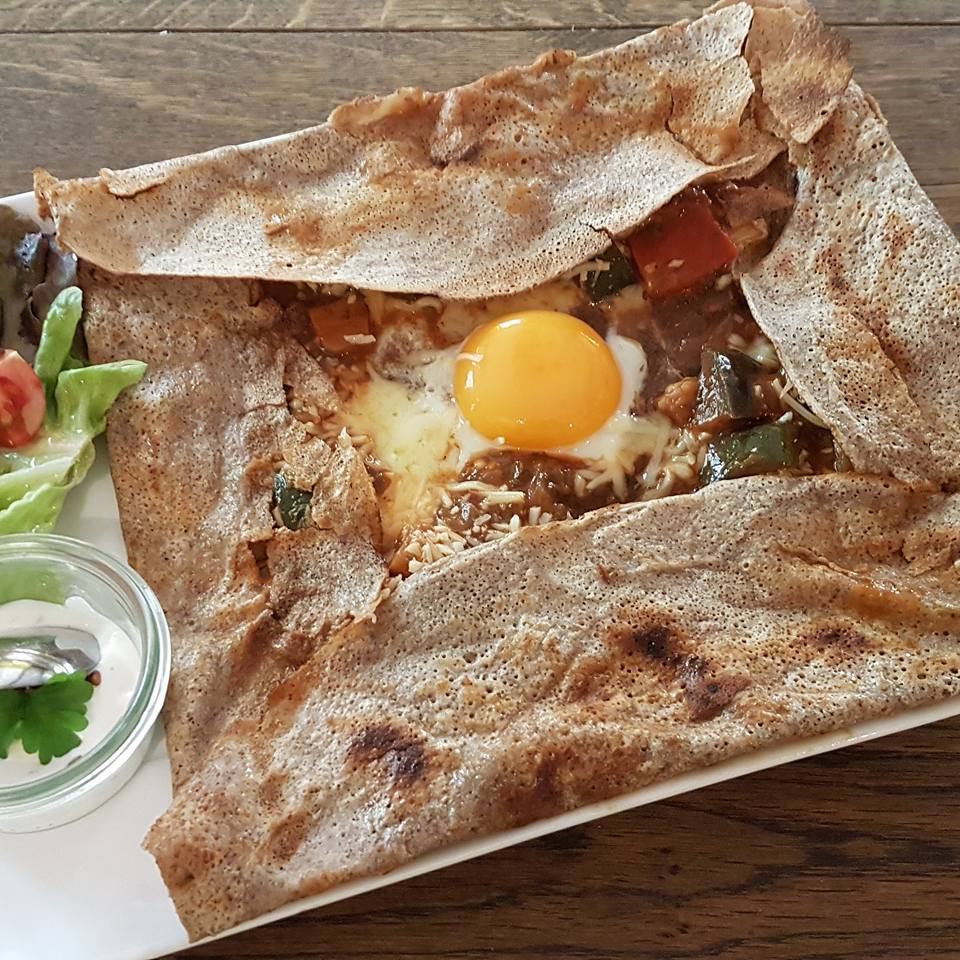
Eine Krampouezhenn mit Ratatouille, Spiegelei und Käse

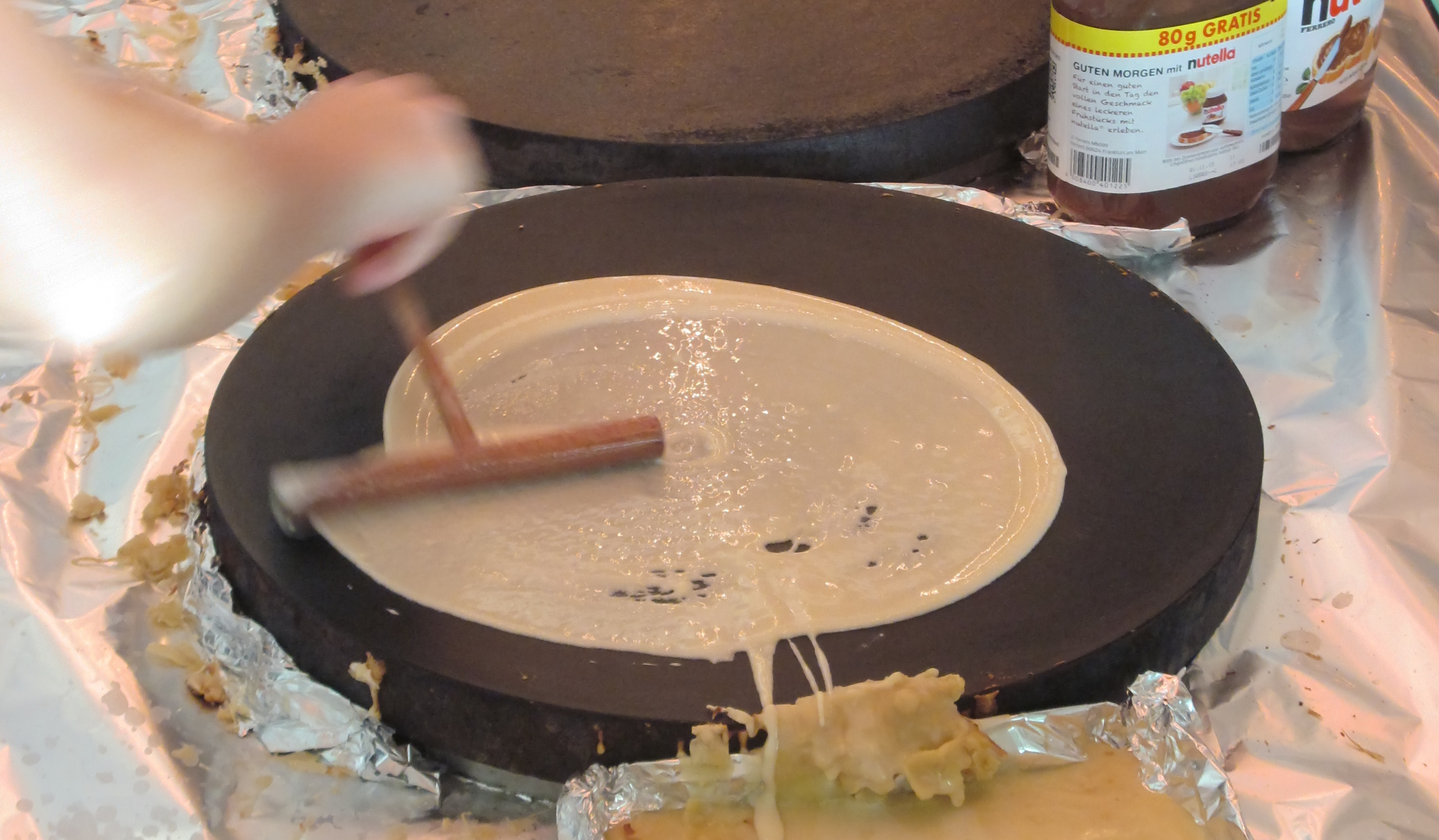
Ausstreichen einer dünnen Teig-Flüssigkeit auf einer heißen Crêpière mit einem Rozell

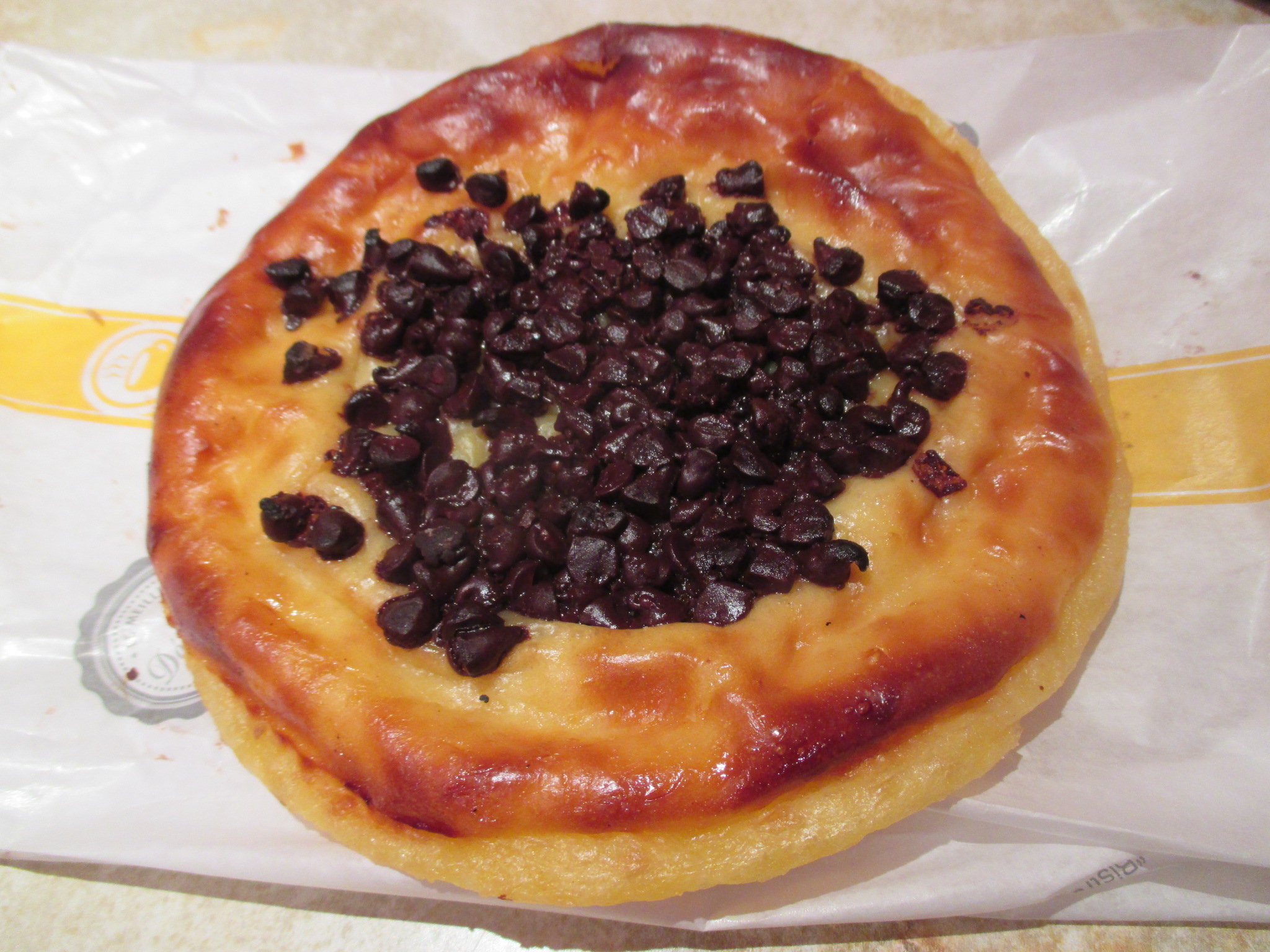
Eine Galette comtoise (aus dem Franche-Comté, auch galette bisontine) mit Schokolade – eine Variante der Galette des Rois

Galette ist die französische Bezeichnung für runde und flache Kuchen, Küchlein oder Pfannkuchen oder dünne Crêpes:
- aus Kartoffeln (fein gerieben oder püriert, Galette de pomme de terre, „Kartoffelpuffer“, siehe Macaire-Kartoffeln[1]) oder aus Getreide wie Hafer, Mais oder Hirse.
- In der Bretagne (bretonisch Krampouezhenn), der unteren Normandie und an der Vendée bezeichnet man mit Galettes idealerweise hauchdünne Buchweizenpfannkuchen, die – zu einem offenen Viereck zusammengeklappt – z. B. mit Käse, einem Ei, Wurst, gegrillten Sardinen usw. belegt sind[2] – eine herzhafte Variante der Crêpes.[3]
- Die Galette des Rois entspricht dem bekannten Dreikönigskuchen, wird jedoch meist aus leichtem Blätterteig zubereitet;
- Galettes suédoises wiederum ist die französische Bezeichnung für Knäckebrot.

Galette bezeichnet im Französischen außerdem auch verschiedene kleine trockene und knusprige Plätzchen und Butterkekse: rund, manchmal gezackt, garniert oder glasiert und zum Teil unterschiedlich aromatisiert, insbesondere mit Kaffee oder Schokolade.

## Herstellung der Buchweizen-Galette
Ihr Teig besteht traditionell nur aus Buchweizenmehl, Salz und Wasser: Dadurch erhält er seine graue Farbe. Manchmal kommen Eier, Milch, Honig oder etwas Öl in den Teig. Außerdem wird der Geschmack teilweise mit Weizenmehl im Verhältnis 1:10 bis 1:2 zum Buchweizenmehl abgerundet.
Das Backen erfolgt auf einer gusseisernen Crêpe-Platte, der „Crêpière“, auf die der Teig mit einem Teigrechen, der Rozelle, aufgetragen wird. Auf diese Weise können die Galettes besonders an den Rändern sehr dünn werden. Belegt werden sie mit herzhaften Zutaten. Eine sehr beliebte Variante ist die Galette Complète mit geraspeltem Käse (meist Emmentaler), Spiegel- oder Rührei und Kochschinken. Serviert wird die Galette meist vier- oder sechseckig von den Rändern zur Mitte teilweise zugeklappt.